# Beorhtwulf av Mercia
Beorhtwulf av Mercia, död 852, var en engelsk monark. Han var kung av Mercia 840–852. 